# Шмальгаузен Іван Федорович
Іва́н Фе́дорович Шмальга́узен  (нім. Johannes Theodor Schmalhausen; 3 (15) квітня 1849, Петербург — 7 (19) квітня 1894, Київ) — ботанік німецького походження родом з Петербурга, член-кореспондент Імператорської АН (з 1893).
З 1897 професор Київського університету; батько Івана Івановича Шмальгаузена.

## Праці
Праці про флору України («Флора Юго-Западной России», 1885), Середньої й Південної Росії, Криму і Північного Кавказу; з палеоботаніки (Шмальгаузен один з основоположників палеоботаніки в Росії), анатомії та фізіології рослин.